# Hòa An, Phú Hòa
Hòa An là một xã thuộc huyện Phú Hòa, tỉnh Phú Yên, Việt Nam.

## Địa lý
Xã Hòa An nằm ở cực đông của huyện Phú Hòa, có vị trí địa lý: 
- Phía bắc giáp xã Hòa Trị và thành phố Tuy Hòa
- Phía đông giáp thành phố Tuy Hòa và huyện Đông Hòa
- Phía nam giáp huyện Đông Hòa và huyện Tây Hòa
- Phía tây giáp xã Hòa Thắng.

Xã Hòa An có diện tích 13,75 km², dân số năm 1999 là 15.797 người, mật độ dân số đạt 1.149 người/km².

## Hành chính
Xã Hòa An gồm 5 thôn:
- Thôn Phú Ân
- Thôn Vĩnh Phú
- Thôn Ân Niên
- Thôn Đông Bình
- Thôn Đông Phước